# Barrow Creek
Barrow Creek ist ein Ort im Northern Territory in Australien, rund 284 Kilometer nordwestlich von Alice Springs. Barrow Creek hatte 2009 etwa elf Einwohner, für 2016 wurden vier Einwohner genannt.

## Geschichte

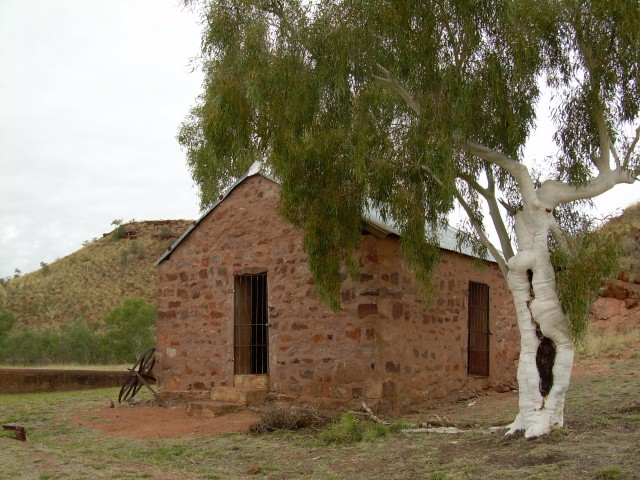
Nebengebäude der alten Telegrafenstation

Der Fluss Barrow Creek in der Nähe des Orts wurde von John McDouall Stuart am 13. Juli 1860 auf seiner Durchquerung Australiens benannt. Pate war John Henry Barrow, ein Geistlicher, Journalist und Politiker, der 1853 nach South Australia kam.
1871 wurde beschlossen, an dieser Stelle eine Telegrafenstation der Transaustralischen Telegrafenleitung zu errichten. Als Ort konnte sich Barrow Creek jedoch nicht groß entwickeln, da das Wasservorkommen zu gering war und zu wenig Qualität besaß. Deswegen wurde die Telegrafenstation 20 Jahre später 40 Kilometer von Barrow Creek entfernt am Übergang des Taylor Creek neu aufgebaut.

## Skull-Creek-Massaker
1872 wurde die erste Telegrafenstation von James L. Stapleton und John Frank in Betrieb genommen. Die beiden wurden am 27. Februar 1874 von mehr als 20 Aborigines vom Stamm der Kajtitia an der Telegrafenstation angegriffen und getötet. Die Weißen befanden sich beim Abendessen im Freien und konnten sich nicht mehr in das massive Gebäude retten. Stapleton starb nach dem Überfall erst Stunden später und konnte noch ein Telegramm absetzen. Die Gräber sind in Barrow Creek durch einen Steinwall markiert.
Die Antwort auf diesen Überfall führte zum Massaker am Skull Creek, bei dem rund 60 bis 70 Aborigines getötet wurden.

## Verkehr
Barrow Creek liegt am Stuart Highway.